# Ла-Эри
Ла-Эри́ (фр. La Hérie) — коммуна во Франции, находится в регионе Пикардия. Департамент коммуны — Эна. Входит в состав кантона Ирсон. Округ коммуны — Вервен.
Код INSEE коммуны — 02378.

## Население
Население коммуны на 2010 год составляло 153 человека.
| 1962 | 1968 | 1975 | 1982 | 1990 | 1999 | 2010 |
| ---- | ---- | ---- | ---- | ---- | ---- | ---- |
| 200  | 176  | 179  | 192  | 168  | 164  | 153  |

## Экономика
В 2010 году среди 103 человек трудоспособного возраста (15—64 лет) 68 были экономически активными, 35 — неактивными (показатель активности — 66,0 %, в 1999 году было 68,4 %). Из 68 активных жителей работали 61 человек (36 мужчин и 25 женщин), безработных было 7 (6 мужчин и 1 женщина). Среди 35 неактивных 9 человек были учениками или студентами, 13 — пенсионерами, 13 были неактивными по другим причинам.